# 川村秀
川村 秀（かわむら すぐる、1933年6月4日 - ）は、日本の歴史学者、翻訳家、通訳。

## 人物・来歴
1933年（昭和8年）6月4日、静岡県沼津市生まれ。東京都立北園高等学校（旧・東京府立第九中学校）を経て、早稲田大学文学部ロシア文学科卒業。ロシア史家。翻訳家。川上貿易、蝶理等のモスクワ駐在員を経て、1990年（平成2年）、積水樹脂とアース・コーポレーションを設立、代表取締役副社長としてモスクワ常駐。その間、ロシア科学アカデミー東洋学研究所と日露文化センターを設立。1994年（平成6年）に退職後は、大学への留学生の交換や研究論文の発表など日露間の学術・文化交流に従事。また、晩年の杉原千畝を直接知る数少ない歴史の証人として、その事績を若い世代に伝えている。

### 家族
歌手の川村カオリ、俳優の川村忠の父。芥川賞作家・川村晃の弟。川上貿易モスクワ駐在員時代にエレーナ・アレクサンドロフナ・スクドノーワと結婚した際の仲人が杉原千畝 であり、杉原千畝と同様、家族も含め正教徒。妻と娘を乳癌で亡くしている。

### 略年譜
- 1995年（平成7年）
  - シベリア抑留問題の解決のため総務省の独立行政法人全国強制抑留者協会（会長・相沢英之）のモスクワ・東京のシンポジウム通訳、モスクワとの連絡を担当し、現在に至る。
- 1999年（平成11年）
  - NPO日ロ交流協会モスクワ代表・常任理事・出版事業部会長として、露日協会と共同で司馬遼太郎著『ロシアについて』をモスクワで出版。
- 2000年（平成12年）
  - 同じく司馬遼太郎著『最後の将軍』ロシア語版（国際交流基金翻訳助成）をモスクワで出版。吉村昭著『ニコライ遭難』ロシア語訳文校閲。
- 2002年（平成14年）
  - 12月、露日協会と共同で渋沢栄一自伝『雨夜譚』ロシア語版をロシア外務省外交アカデミー付属＜科学図書＞出版社から出版（国際交流基金および渋沢青淵財団の助成）。
- 2003年（平成15年）
  - 4月、日本ユーラシア協会/露日協会共同プロジェクトとして石橋湛山『湛山回想』のロシア語訳を出版。
- 2004年（平成16年）
  - 11月、「日露和親条約150周年、日露戦争終結100周年、第二次世界大戦終結60周年」記念事として、ロシア相互理解協会会長アレクセイ・アレクセーヴィチ・キリチェンコ（露: Алексей Алексеевич Кириченко）と日露・日ソ外交秘史公刊に取り組み、第一弾として「文藝春秋」11月号に「KGBファイル「ラストボロフ秘史」」を発表。
- 2005年（平成17年）
  - 3月、ロシアRTR-TVの世界の諜報戦争シリーズの『ロシア対日本』篇1、2を各々45分を2週にわたり放映。アレクセイ・キリチェンコのシナリオで、編集・日本での取材に参加。ソ連・ロシア時代を通して初めて「客観的な日露・日ソ関係史の真相」を旧ソ連加盟諸国 および東欧市民に公開させた。しかし、その反響の大きさのために、戦後篇3の製作はロシア政府の許可が下りず、米英独仏など他国シリーズは3週放映されたにもかかわらず、「日本篇」のみ2週で放映を打ち切られたが、今年[いつ?]になっても「ロシア対日本」篇のみ時々再放映されている。
  - 産経新聞社『正論』7月号にアレクセイ・キリチェンコの論文「東京裁判へクレムリン秘密指令」を邦訳掲載。
- 2006年（平成18年）
  - 産経新聞社『正論』10月号にアレクセイ・キリチェンコの論文「コミンテルンと日本、その秘密諜報戦をあばく」を邦訳掲載。
  - 渡辺勝正『杉原千畝の悲劇 -- クレムリン文書は語る』（大正出版）に翻訳協力。
- 2007年（平成19年）
  - 6月、ロシアのソチ市で開催された第1回芸能人サッカー世界選手権大会に日本チームの通訳として参加。「日本デー」のチャリテｲ―・コンサートでは、長女の川村カオリも出演。
- 2008年（平成20年）
  - 11月21日、静岡県下田市民文化会館のコンサートに来田したモスクワ・チャイコフスキー音楽院室内合唱団（38名）を翌22日 玉泉寺に葬られている150年前のロシア水兵4名の慰霊祭（ロシア大使他、同館員も東京から参加）に案内し、150年前の埋葬時にロシア海軍の乗組員が歌った賛美歌を古文書から確認し、合唱団に墓前で合同慰霊を実現。
- 2009年（平成21年） 
  - 『文藝春秋』誌「坂の上の雲と司馬遼太郎」特集12月臨時増刊号に「軍神・広瀬武夫死の真相」を執筆。（ロシア海軍が遺体を収容し、海軍葬を行ったことを写真入りで公表）
  - 12月15日、岩波文庫の「原爆の子」のロシア語版を、モスクワで出版。（国際交流基金助成）
  - 10月、全抑協・総務省共催の「シベリア関係者慰霊祭」と日露シンポジウムに参加のため来日したロシア代表団に同行通訳。
- 2010年（平成22年）
  - 2月6日、大分県竹田市で開催された、プレ嚶鳴フォーラム「国際人・広瀬武夫に今、学ぶもの」で『日露関係における広瀬武夫と杉原千畝』と題し、基調講演と引き続きパネルディスカッションに参加。
  - 10月24日、竹田市「嚶鳴フォーラム」に参加して廣瀬武夫に関する発表。
- 2011年（平成23年）
  - 8月、『文藝春秋』SPECIAL「がんを生きる」特集号に執筆。
  - 10月、 長崎で「帝政ロシアの史跡」調査。オランダで長崎との交流史調査。
  - 11月、『文藝春秋』SPECIAL「坂の上の雲」特集号に〈軍神・廣瀬中佐「ロシアの恋」の真実〉を執筆。
  - 竹田市での「アリアズナ歓迎行事」にコーディネーターとして参加。
  - 12月来日したロシアの画家ナターリヤ・マクシーモワの取材に参加。
- 2012年（平成24年）
  - 10月、「日露史探訪ツアー」『川村カオリが眠るモスクワへの旅』２つのツアーをロシアへ案内した。
- 2013年 （平成25年）
  - 3月、NPO日露協会「下田ロシア祭」で《軍神広瀬とアリアズナ》について講演。
  - アレクセイ・キリチェンコ博士の日本語出版『知られざる日露の二百年』(現代思潮新社刊)の編者。
  - 6月、第三回《ART-FOOTBALL》モスクワ大会に副団長として参加。
  - 日本デーのコンサートの「川村カオリ追悼コーナー」で挨拶、長男川村忠と孫るちあを紹介。日本チーム全員で、川村カオリの墓参を行う。
  - 10月、第二回《日露史探訪ツアー》首藤勝次竹田市長公式訪露に同行。

## 著作物

### 著書
- 『国際人・廣瀬武夫 』PHP研究所、2010年　ISBN 978-4-569-79229-3
- 「軍神・広瀬武夫死の真相」『文藝春秋』2009年 12月臨時増刊号
- 「軍神・広瀬中佐《ロシアの恋》」『文藝春秋』2011年 12月臨時増刊号
- 『「坂の上の雲」人物読本』文春文庫　2010年　ISBN 978-4-16-721787-7

### 論文・記事
- 「がんを生きる」（『文藝春秋 SPECIAL』2011年8月季刊秋号）

### 翻訳
- ソ連バレーボールコーチ編『六人制バレーボール』（ベースボールマガジン社、1959年)
- 司馬遼太郎『ロシアについて』『最後の将軍』（国際交流基金翻訳助成）
- 渋沢栄一自伝『雨夜譚』（ロシア語版をロシア外務省外交アカデミー付属出版社）
- 石橋湛山『湛山回想』（日本ユーラシア協会/露日協会共同プロジェクト）
- 長田新編『原爆の子』（国際交流基金翻訳助成）
- 「KGBファイル「ラストボロフ秘史」」（『文藝春秋』2004年11月号）
- アレクセイ・キリチェンコ 「東京裁判へクレムリン秘密指令」（『正論』2005年7月号）
- アレクセイ・キリチェンコ 「コミンテルンと日本、その秘密諜報戦をあばく」（『正論』2006年10月号）
- アレクセイ・キリチェンコ『知られざる日露の二百年』編、名越陽子訳（現代思潮新社、2013年3月）